# Eleutherodactylus corona
Espèce
Statut de conservation UICN

 CR A3c; B1ab(iii)+2ab(iii) : 
En danger critique
Eleutherodactylus corona est une espèce d'amphibiens de la famille des Eleutherodactylidae.

## Répartition
Cette espèce est endémique d'Haïti. Elle se rencontre vers 1 120 m d'altitude dans le massif de la Hotte.

## Description
Les mâles mesurent de 17,2 à 18,4 mm et les femelles de 16,6 à 19,1 mm.

## Étymologie
Le nom spécifique corona vient du latin corona, la couronne, en référence aux multiples tubercules présents sur la tête de la plupart des spécimens de cette espèce.

## Publication originale
- Hedges & Thomas, 1992 : Two New Species of Eleutherodactylus from Remnant Cloud Forest in Haiti (Anura: Leptodactylidae). Herpetologica, vol. 48, no 3, p. 351-358 (texte intégral).